# Arisaema omkoiense
Arisaema omkoiense är en kallaväxtart som beskrevs av Guy Gusman. Arisaema omkoiense ingår i släktet Arisaema och familjen kallaväxter. Inga underarter finns listade.